# Левчук Петро Михайлович
Левчук Петро Михайлович (1889, Брест-Литовський, Гродненська губернія, Російська імперія — 27 квітня 1931, Пірей, Греція) — старшина Дієвої Армії УНР.

## Життєпис

Українська делегація на переговорах з поляками у Львові 31 липня 1919 року.
Сидять зліва направо: Роман Гузар, Петро Левчук, Петро Ліпко, Семен Магаляс, Петро Мшанецький;
стоять зліва направо: 2-й — Василь Руцький, 4-й — Остап Луцький.

Походив з селян Гродненської губернії, народився у місті Брест-Литовський.
Закінчив військове училище. Станом на 1 січня 1910 року — підпоручик 177-го піхотного Ізборського полку у місті Рига. Закінчив Імператорську Миколаївську військову академію (переведений у 1915 році). Брав участь у Першій світовій війні. У 1917 році — в. о. начальника штабу 5-го армійського корпусу. Останнє звання у російській армії — підполковник.
З червня 1918 року — старший ад'ютант штабу Сердюцької дивізії Армії Української Держави. З 30 грудня 1918 року до 11 квітня 1919 року — начальник дислокаційної частини оперативного відділу штабу Дієвої Армії УНР. 
19 травня 1919 року — делегований до польського командування у справі переговорів про перемир'я. З 17 липня 1919 року — член делегації УНР, очолюваної П. Ліпком.
У вересні 1919 року перейшов на бік Збройних Сил Півдня Росії. Був начальником 5-го Кінного корпусу генерала Юзефовича, дістав поранення у бою проти червоних та 02-08 березня 1920 року був евакуйований до Греції, де залишився в еміграції.
Помер та похований у місті Пірей у Греції.
У штабі Дієвої Армії УНР також служив рідний брат П. М. Левчука, сотник Олександр Левчук.